# Colección Arqueológica de Kampos de Icaria
La Colección Arqueológica de Kampos es una colección o museo de Grecia ubicada en Icaria, una isla del mar Egeo. Se encuentra albergada en un pequeño edificio construido en 1939 en estilo neoclásico.
Esta colección está en el sitio arqueológico donde se hallaba la antigua ciudad de Énoe y contiene además de hallazgos de esta antigua ciudad, los del templo de Artemisa Taurópola, y de otros lugares de la isla.
Entre los objetos expuestos se incluyen piezas de cerámica, elementos arquitectónicos, relieves y estatuillas. Además, en el patio hay un destacado sarcófago de mármol de la Antigüedad tardía que probablemente fue elaborado en un taller de Asia Menor.